# Thank God I Do
"Thank God I Do" é uma canção da cantora americana Lauren Daigle, lançada em 8 de março de 2023, como o single principal de seu quarto álbum de estúdio autointitulado.

## Antecedentes
Lauren Daigle explica que "Thank God I Do" surgiu dos bloqueios e incertezas de COVID-19. No meio dessas experiências, diz que se deu conta: "Deus põe pessoas muito específicas em tua vida por uma razão muito específica. E precisava às pessoas em minha vida nesse momento a meu ao redor para manter minha cabeça fosse do água".

## Composição
"Thank God I Do" está composta em chave de sol maior, com um tempo de 94 batidos por minuto. Escrita em tempo comum, a faixa vocal de Daigle estende-se desde D3 a C5 durante a canção.

## Recepção crítica
Jim Harrington de The Martin Independent Journal qualificou-a como "absolutamente espantosa".

## Apresentações ao vivo
Daigle interpretou o single em The Today Show o 30 de março de 2023.

## Créditos e pessoal
Todo o processo de elaboração de "Thank God I Do" atribui os seguintes créditos:
| - Steve Barlets: produção executiva. - Jeff Bhasker: composição. - Erica Block: assistência de engenharia, engenharia de áudio. - Lauren Daigle: composição, vocalista principal, vocalista de apoio. - Mike Elizondo: teclados, produção, sintetizador. - Alicia Enstrom: violino. - Ryan Flanagan: artists and repertoire. - Justin Francis: engenharia de áudio. - Pete Ganbarg: artists and repertoire. - Chris Gehringer: masterização. - Adam Hawkins: mixagem. | - Austin Hoke: violoncelo. - Jason Ingram: composição. - Craig Kallman: artists and repertoire. - Annaliese Kowert: violino. - Betsy Lamb: viola. - Alecia Moore: composição. - Rob Moose: arranjos musicais, violoncelo, viola e violino. - Nate Ruess: composição. - Phillip Towns: piano. - Alex Wilder: assistência de engenharia. |

## Desempenho comercial
| País - Tabela musical                 | Melhor posição |
| ------------------------------------- | -------------- |
| Estados Unidos (Adult Contemporary)   | 17             |
| Estados Unidos (Adult Top 40)         | 23             |
| Estados Unidos (Hot Christian Songs)  | 1              |
| Estados Unidos (Christian Airplay)    | 9              |
| Estados Unidos (Christian AC Airplay) | 10             |
| Estados Unidos (Digital Song Sales)   | 11             |

## Histórico de lançamento
| País           | Data                | Formato                                                                               | Ref.   |
| -------------- | ------------------- | ------------------------------------------------------------------------------------- | ------ |
| Vários         | 8 de março de 2023  | Download digital streaming                                                            | [ 13 ] |
| Estados Unidos | 8 de março de 2023  | Rádio cristã                                                                          | [ 14 ] |
| Estados Unidos | 13 de março de 2023 | Adult contemporary radio hot adult contemporary radio modern adult contemporary radio | [ 15 ] |